# Don Edwards San Francisco Bay National Wildlife Refuge

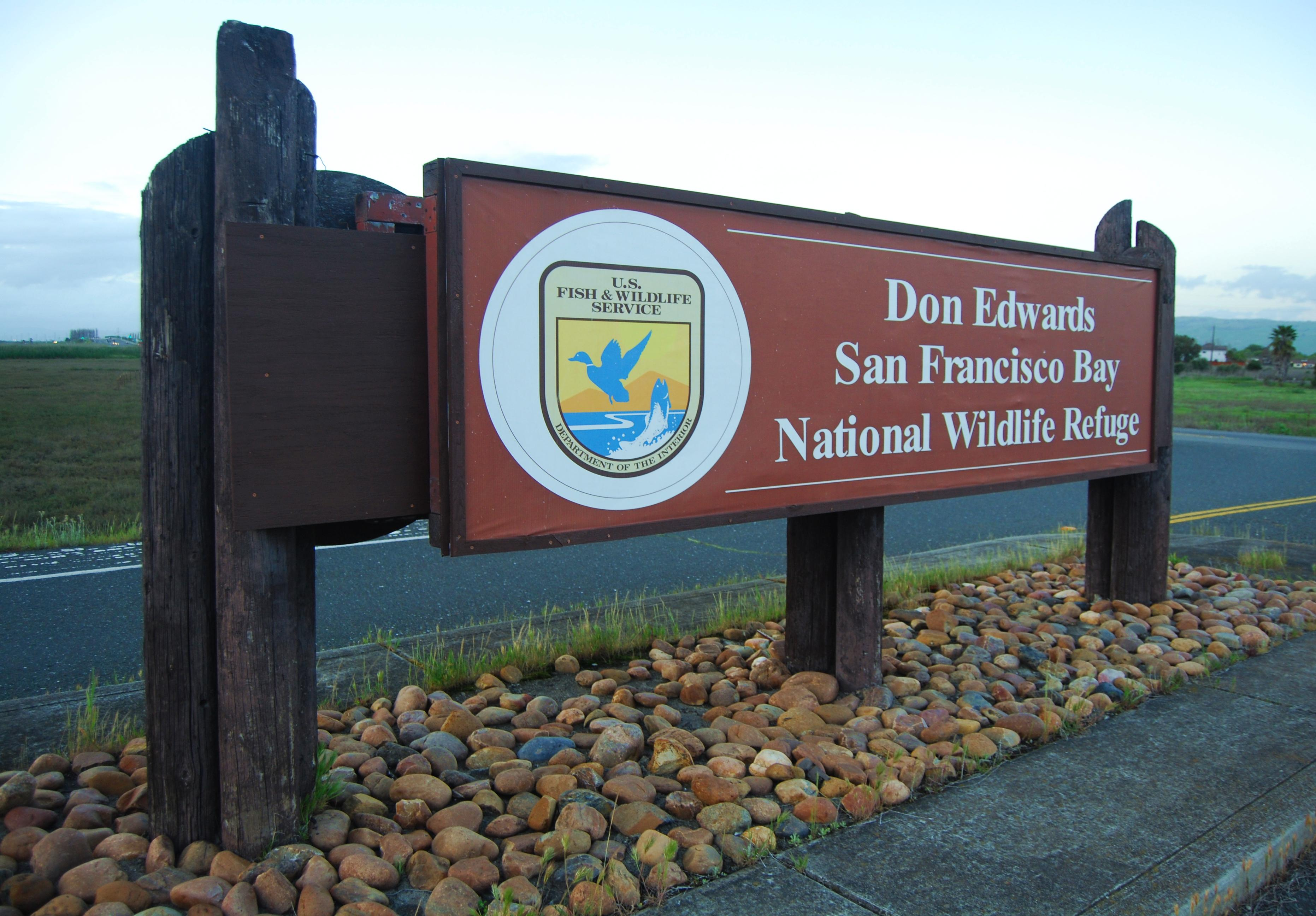
Teken bij de ingang

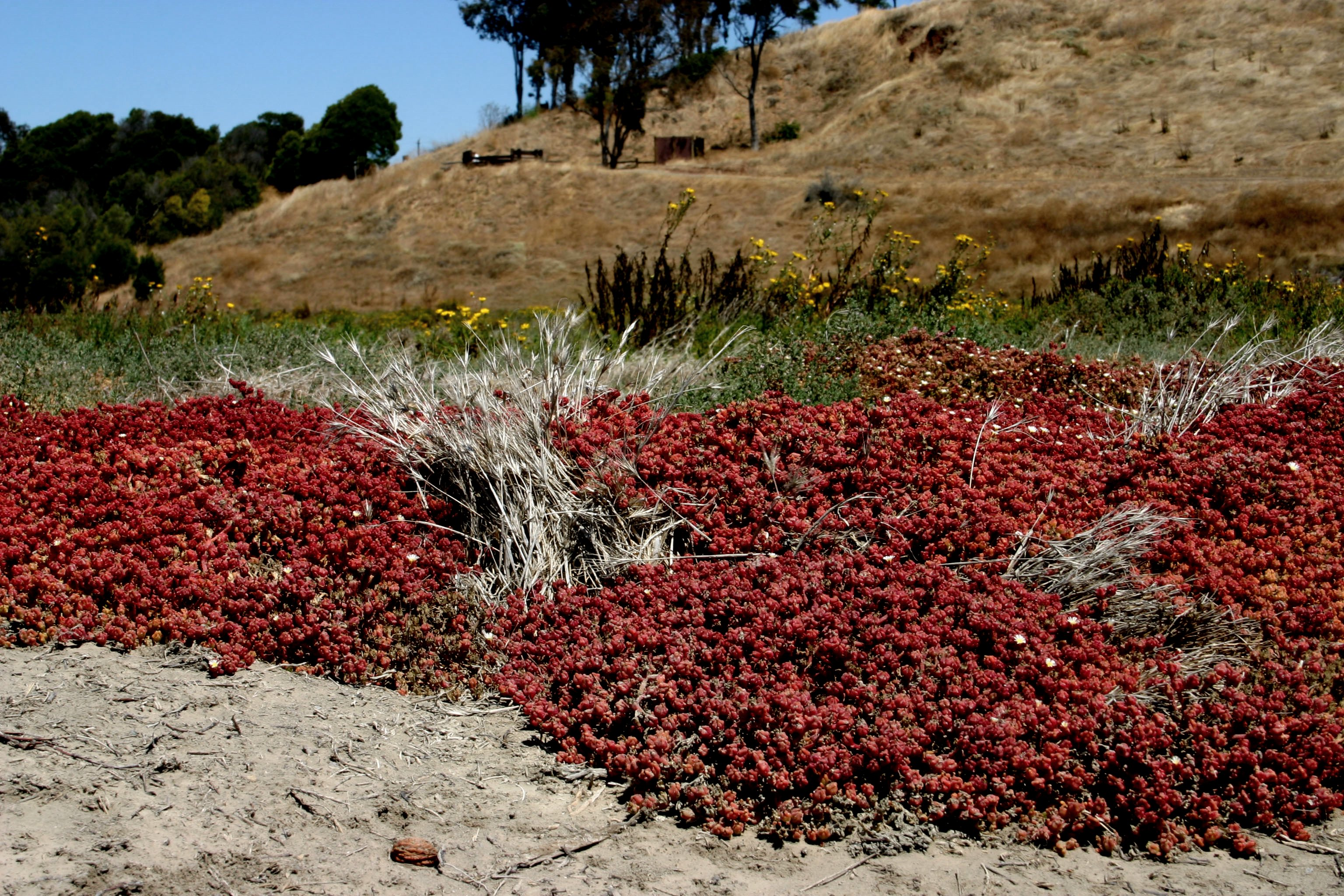
Ecotoon in het Don Edwards Refuge, 2005

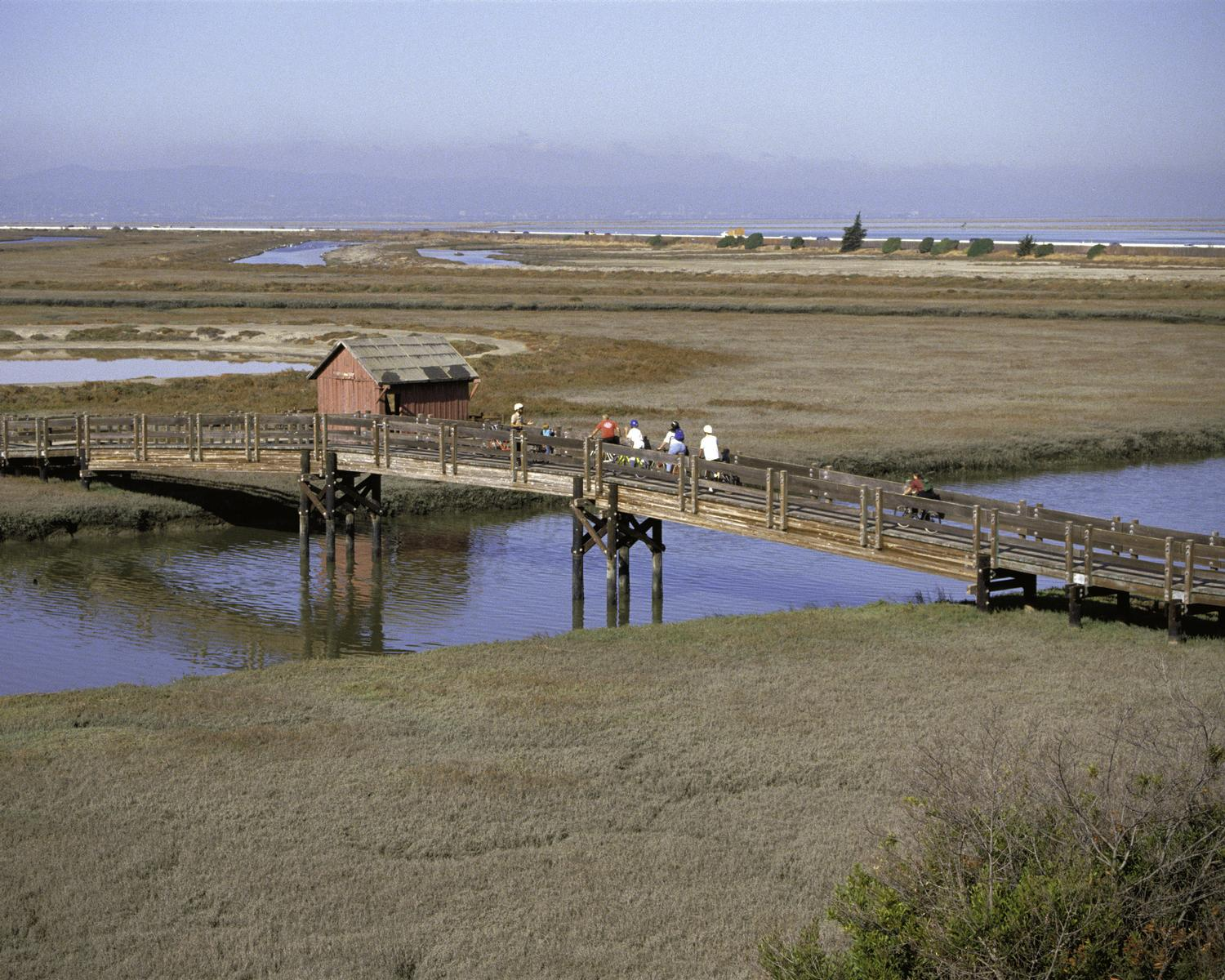
San Francisco Bay National Wildlife Refuge

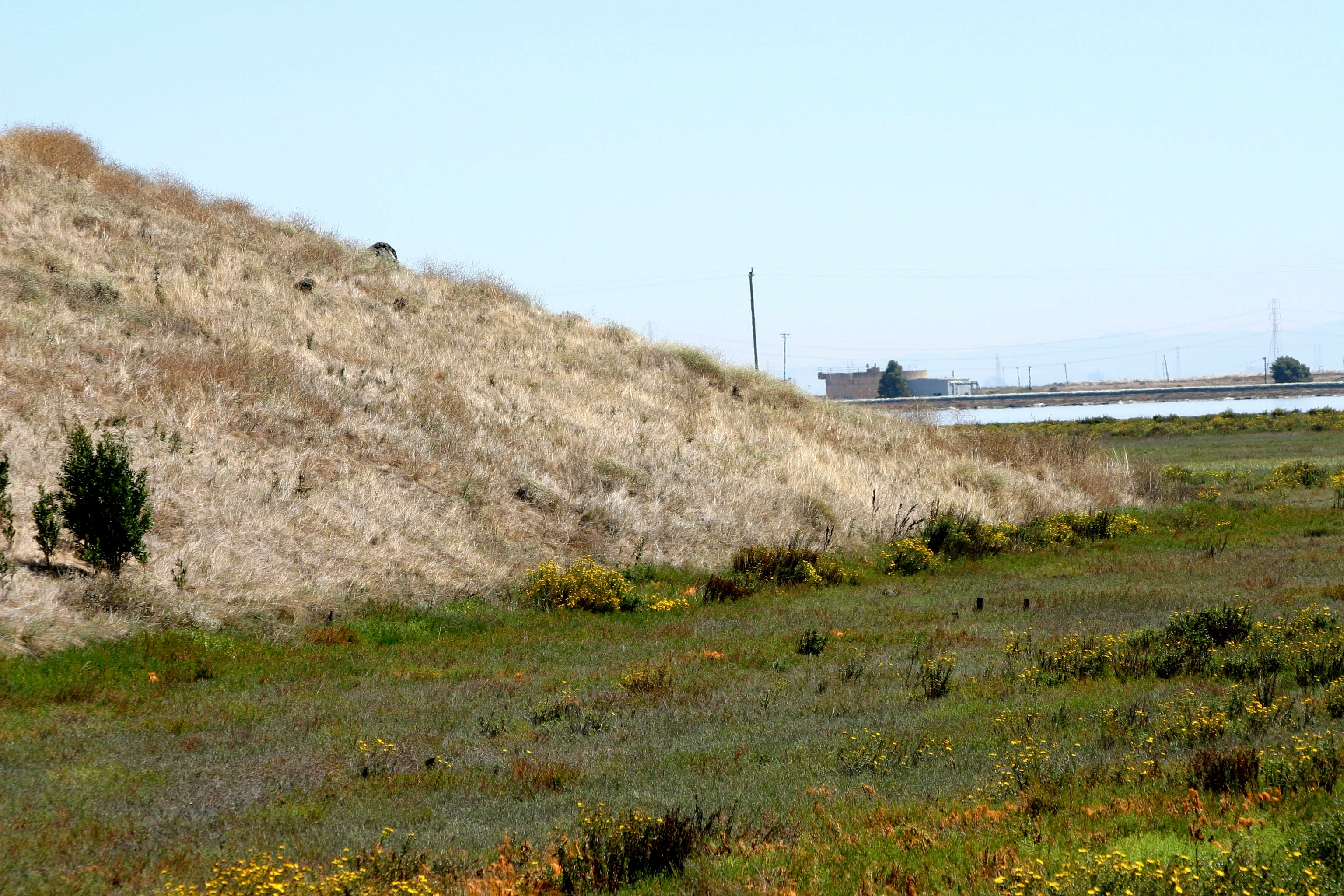
Zoetwaterstroom en droge heuvel, zomer 2005

Don Edwards San Francisco Bay National Wildlife Refuge is een Amerikaans National Wildlife Refuge, gelegen in het zuidelijk deel van de Baai van San Francisco, Californië. Het bezoekerscentrum van het reservaat ligt in Newark, net naast het Coyote Hills Regional Park.
Het reservaat werd in 1974 opgericht als het eerste stedelijke natuurreservaat in de Verenigde Staten. Het reservaat dankt zijn huidige naam aan congreslid Don Edwards, naar wie het reservaat in 1995 werd vernoemd.
Het reservaat is vooral bedoeld ter bescherming van trekvogels en bedreigde diersoorten, en voor recreatieve doeleinden. Het park strekt zich uit langs de kustlijn ten noorden en zuiden van de Dumbarton Bridge. Ook Bair Island maakt deel uit van het reservaat. Sinds 2004 beslaat het reservaat een oppervlakte van 120 vierkante kilometer.
In het reservaat komen meer dan 280 vogelsoorten voor. Veel trekvogels hebben het reservaat als eindpunt of tussenstop. 
De zoutwaterpoelen in het reservaat worden beheerd door Cargill, dat het recht heeft om er zout te winnen. 
De Altamont Commuter Express doorkruist het reservaat.
Het reservaat is een van zes reservaten in de baai van San Francisco. De andere zijn Antioch Dunes, Ellicott Slough, Farallon, Marin Islands, en San Pablo Bay. 